# فرشته‌کوسه
فرشته‌کوسه (نام علمی: Squatina squatina) نام یک گونه از سرده فرشته‌کوسه‌ها است. این‌گونه در آب‌های کرانه‌ای واقع در اقیانوس اطلس یافت می‌شود. بیشترین اندازه ثبت شده از این گونه ۲٫۴متراست. این ماهی جزو گونه‌های شب‌زی محسوب می‌شود. این‌گونه از انواع دریابن‌ها، ماهیان استخوانی و بی‌مهرگان تغذیه می‌کند. این‌گونه در اتحادیه بین‌المللی حفاظت از طبیعت یک گونه در معرض انقراض طبقه‌بندی شده‌است. این‌گونه نخستین بار توسط کارل لینه، در سال ۱۷۵۸ میلادی کشف و توصیف علمی شده‌است. این‌گونه فرشته‌کوسه در مناطق معتدل در نروژ، سوئدی تا غرب صحرای غربی و جزایر قناری یافت می‌شود.